# 13320 Jessicamiles
13320 Jessicamiles eller 1998 RL79 är en asteroid i huvudbältet som upptäcktes den 14 september 1998 av LINEAR i Socorro County, New Mexico. Den är uppkallad efter Jessica Lian Miles.
Asteroiden har en diameter på ungefär 9 kilometer.